# Russula fragrantissima
Russula fragrantissima är en svampart som beskrevs av Romagn. 1967. Russula fragrantissima ingår i släktet kremlor och familjen kremlor och riskor.  Artens status i Sverige är: Ej påträffad. Inga underarter finns listade i Catalogue of Life.

## Källor

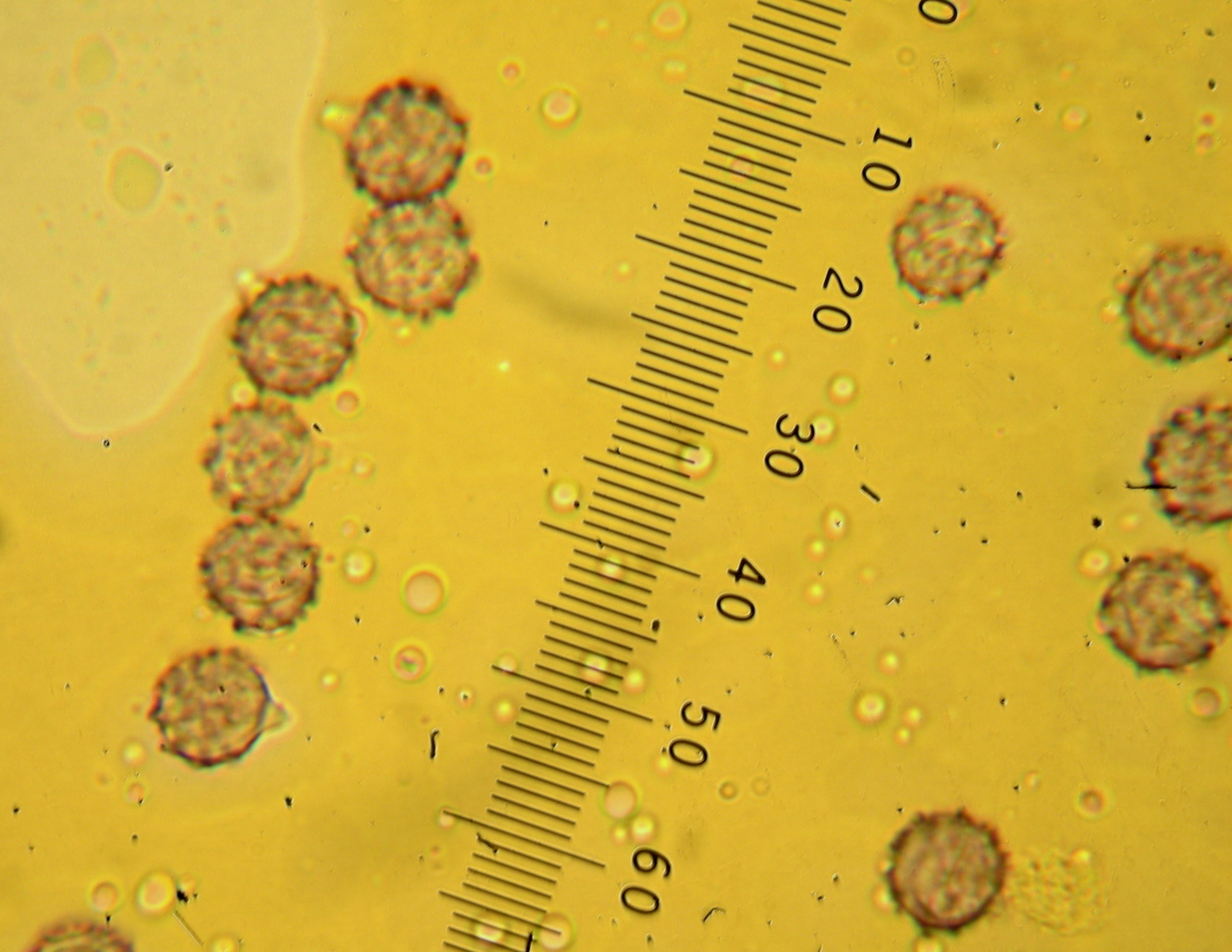
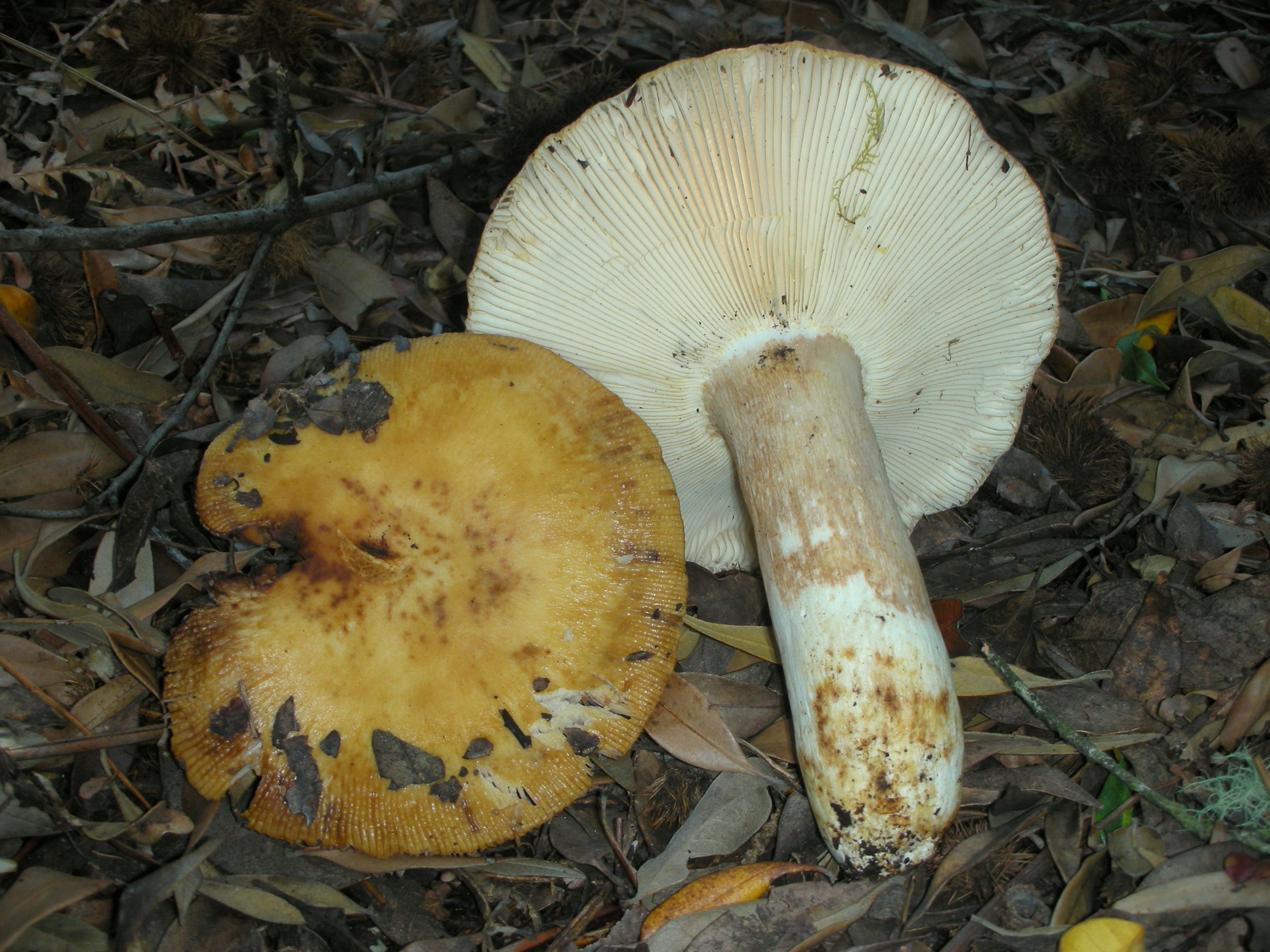